# منتدى روماني

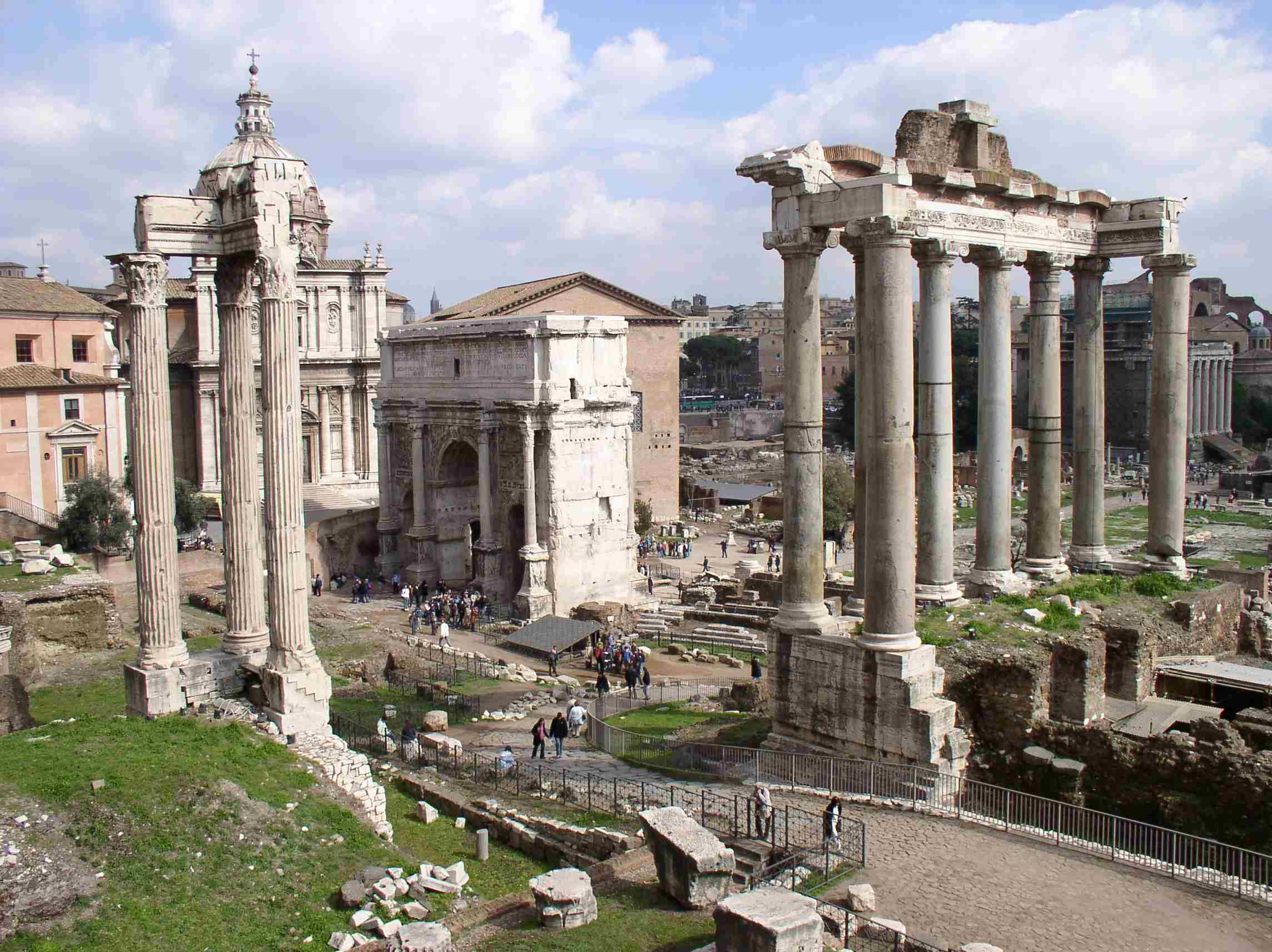
مشهدٌ عام للمنتدى الروماني في روما القديمة.

المنتدى الروماني (باللاتينية: Forum Romanum) هو ميدانٌ عامٌّ مستطيل الشكل كان يقع في مركز مدينة روما القديمة، وكان مركزاً للعديد من الأبنية الحكومية الرومانية الهامة آنذاك.
كان المنتدى الروماني - الواقع في وادٍ صغير بين هضبتي بالاتين وكابيتولين - لقرونٍ طويلة قلب الحياة العامة في روما القديمة، فكانت تقام فيه الاحتفالات الشعبية والانتخابات الحكومية، وكان مركزاً لإلقاء الخطابات العامة وإجراء المحاكمات العلنية وعرض قتالاتٍ حتى الموت بين السجناء، بل وكذلك جوهر التجارة والحياة الاقتصادية الرومانية. كان الميدان مملوءاً بتماثيل تخلّد ذكرى رجالٍ رومان قدماء. يعتقد البعض أن المنتدى الروماني كان أشهر ملتقى عام في التاريخ بأسره، إذ لا زال يجتذب حتى الآن كموقعٍ أثري بارز 4.5 ملايين زائرٍ سنوياً.
تقع العديد من أعتق أبنية روما القديمة في المنتدى الروماني وما يجاوره: فأقدم أضرحة ومعابد عصر المملكة الرومانية تقبع عند البوابة الجنوبية الشرقية للمنتدى، ومن بينها القصر الملكيُّ القديم ريغيا العائد إلى القرن الثامن قبل الميلاد، وكذلك معبد فيستا العائد إلى القرن السابع قبل الميلاد، ومجمَّع العذروات الفستاليات، وهي كلُّها مبانٍ أعيد تشييدها في عهد الإمبراطورية الرومانية. كما توجد أضرحة أخرى كانت تقع شمال غربيَّ المنتدى الروماني (منها Umbilicus urbis وVulcanal)، وقد تحوَّلت هذه الأخيرة لاحقاً إلى مقرّ الاجتماعات الرسمي للجمهورية الرومانية المُسمَّى الكوميتيوم (Comitium)، حيث كانت تعقد اجتماعات مجلس الشيوخ والحكومة الديمقراطية وغيرها.
استبدل مقر الكوميتيوم مع مرور الزمن بمقرّ جديدٍ أكبر حجماً مجاورٍ تماماً للقديم، وقد تقرَّر فصل المجالس المتعلّقة بالقضاء والمحاكمات عن المقر العامّ، فأسِّس لها عام 179م مبنى Basilica Aemilia. وجرت المزيد من التوسعات والإنشاءات في عهد يوليوس قيصر، لتؤسَّس مبانٍ حكومية جديدة أكثر اختصاصاً. وصل المنتدى الروماني في عهد الإمبراطور قيصر شكله النهائي، الذي حافَظ عليه نسبياً حتى آخر أيَّام الإمبراطورية الرومانية، وتحوَّل هذا المنتدى إلى ميدانٍ عامٍّ يجتمع فيه سكان روما بأعدادٍ كبيرة لأغراضٍ تجارية وسياسية وقانونية ودينية.